# Gömöri Ottó
Gömöri Ottó (Hatvan, 1962. május 5. –) magyar labdarúgó, csatár.

## Pályafutása
Gömöri 1984-ben került Hatvanból Székesfehérvárra. Legnagyobb sikerét 1984–1985-ös UEFA-kupa idény során érte el, ahol a csapattal ezüstérmes lett. Két fehérvári mérkőzésen szerepelt csereként. Először ősszel a Paris Saint-Germain ellen állt be, majd a márciusi Manchester United elleni találkozón volt csere. A továbbjutást eldöntő 11-es párbajban először neki volt lehetősége továbbjuttatni a csapatot, de a kapu mellé rúgta a büntetőt. A Videotonban csak 11 bajnoki és 3 nemzetközi mérkőzésen szerepelt és 1 gólt lőtt. 1986-ban visszatért Hatvanba, majd 1992-ben a Gyöngyösi SE-hez igazolt és itt fejezte be profi labdarúgó pályafutását.
2009–2010-ben a Hévízgyörk SC edzője volt, amíg menesztették. Játszott a Hévízgyörk SC Öregfiúk csapatában, majd visszatért Hatvanba ahol először a Hatvani Lokomotív, majd az FC Hatvan edzője lett, ahol az utánpótlásban két csapat (U-12, U-13) eredményes szerepléséért felel.

## Sikerei, díjai
- UEFA kupa
  - döntős: 1984–85